# Fysiurgisk massageterapeut
En fysiurgisk massageterapeut arbejder ved hjælp af fysiurgisk massageterapi (som er en alternativ behandling) med at forebygge, lindre og afhjælpe forskellige former for smerter og skader i muskler og led.
Fysiurgiske massageterapeuter kan være lægeeksaminerede (betyder en læge har været med til eksamen i anatomi) og kan være uddannede på en af Brancheforeningen for Fysiurgisk Massageterapis skoler i Danmark.
Som eksamineret terapeut har man mulighed for at blive registreret alternativ behandler (RAB) som er en frivillig registreringsordning., og kun for ikke autoriseret sundhedspersonale, det kræver så man har 660 timer (250 timer i massagefaget, 50 timer i anden behandling, 200 timer i anatomi/fysiologi, 100 timers sygdomslære, 50 timers psykologi, 10 timers klinikdrift)

## Eksterne kilder, links og henvisninger
- Hjemmeside for Brancheforeningen for Fysiurgisk Massageterapi Arkiveret 22. oktober 2020 hos  Wayback Machine